# Constitutions marocaines

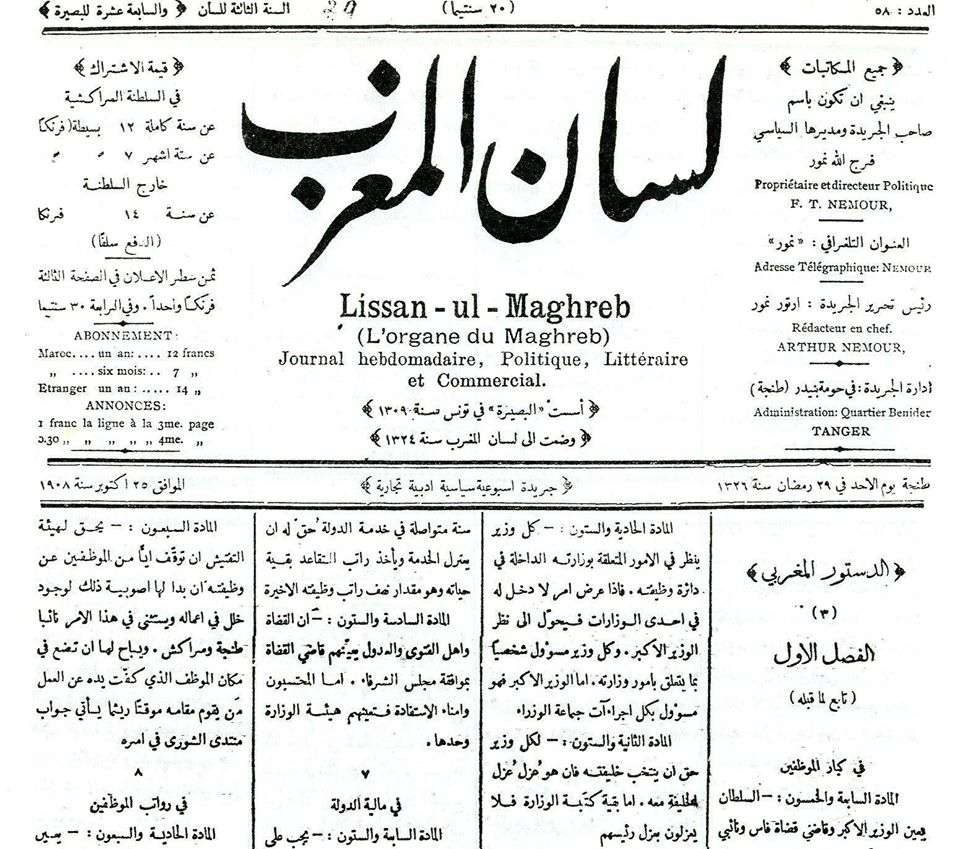
Lissan-ul-Maghreb, n°58, publié à Tanger, présentant le projet de constitution marocaine en une.

Six constitutions marocaines se sont succédé de 1962 à 2011. La constitution est la norme juridique suprême du Maroc.
En octobre 1908, avant le protectorat français, un projet constitutionnel non officiel a vu le jour. Six ans après que le Maroc a obtenu son indépendance, une première constitution a été adoptée sous Hassan II par référendum le 7 décembre 1962. Depuis lors, le pays a connu cinq autres constitutions adoptées par référendum : toujours sous Hassan II, en 1970 et 1972, pendant les « années de plomb », puis en 1992 et 1996, et enfin sous Mohammed VI en 2011. Cette dernière constitution révisée, précédée de peu des manifestations du mouvement du 20-Février, a été adoptée par référendum le 1er juillet 2011 et est entrée en vigueur le 29 juillet suivant.

## Historique

### Premier projet de constitution de 1904
En 1904, à son retour d'Égypte, le nationaliste et écrivain marocain Hajj Ali Zniber présente avec Hadj Abdellah Bensaid la première constitution pour l'amélioration de la situation politique marocaine intitulé : Sauvegarde de l'indépendance et refus de la manipulation coloniale,.

### Second projet de constitution de 1908
Le projet de constitution de 1908 a été publié entre avril et novembre 1908, dans le Journal « Lissan Al Maghrib » (La langue du Maroc), pendant le règne du Sultan Abdelhafid. Ce projet, dont les historiens sont partagés à propos de l'identité de l'éditeur, se compose de 92 articles, qui séparent les autorités de l'Institution Royale et le gouvernement et le corps législatif. Ce premier projet de constitution mentionne le concept de la séparation des pouvoirs. Il a été publié immédiatement après l'isolement de Sultan Abdul Aziz et le serment d'allégeance au Sultan Abdelhafid, en conformité avec le contrat de vente du projet[Lequel ?].
Pour la première fois dans l’histoire du pays, l’idée de séparation des pouvoirs apparaît, et même celle des Droits de l’Homme. Bien que n'étant pas mis en exécution, le document témoigne, en particulier, de l’existence d’un embryon de démocratie moderne au sein de l’intelligentsia marocaine, même si l’économie générale de ce  projet traduit une approche parfois brouillonne.
Intervenu dans un environnement culturel et politique médiocre marqué par la régression de l'État face à l'impérialisme européen et aux rébellions internes (quatre ans plus tard il allait s’effondrer et le Maroc allait être placé sous protectorat français), le projet de 1908 est resté sans lendemain.

### Constitution du 14 décembre 1962
En 1962, le Maroc s'est doté pour la première fois d'une constitution. Le 7 décembre, le roi Hassan II en soumit le projet au peuple par référendum. Il fut approuvé à une très forte majorité (3 733 816 « oui », soit 80,10 % des votes) et fut promulgué le 14 décembre. Ce texte, qui entra vraiment en vigueur le 18 novembre de l'année suivante, lorsque s'ouvrit la première session du parlement à la suite d'élections législatives, a fait l'objet de jugements contradictoires.
Cette constitution affirme le caractère arabe, musulman, maghrébin et africain de l’État marocain, et précise que celui-ci souscrit aux principes, droits et obligations des chartes des organismes internationaux (préambule). Elle souligne aussi que « [l]e Maroc est une monarchie constitutionnelle, démocratique et sociale » (art. 1er) et que « [l]a souveraineté appartient à la nation qui l’exerce directement par voie de référendum et indirectement par l’intermédiaire des institutions constitutionnelles » (art. 2).

### Constitution du 31 juillet 1970
Cette constitution vient après une période d'incertitude politique. La première constitution après 5 ans d'État d'exception.
Préparée par le souverain et soumise au référendum le 9 juillet, la nouvelle constitution sera approuvée et promulguée ensuite le 31 juillet.
Elle reprend, dans ses grandes lignes, la constitution de 1962. Le changement majeur entre les deux constitutions est le passage du système bicaméral au système monocaméral au niveau du parlement.

#### L'introduction du monocamérisme
À ce propos, le texte de l'article 36 de la constitution de 1970 contraste avec ses prédécesseurs de 1962. En effet, cet article annonce que « Les membres de la Chambre des représentants tiennent leur mandat de la Nation », alors que les articles 36 et 37 de la Constitution de 1962 disent que « Le Parlement se compose de la Chambre des représentants et de la Chambre des conseillers » et que « Les parlementaires tiennent leur mandat de la nation ».
Ainsi, le parlement marocain fut réduit, en 1970, de deux Chambres à une seule et unique Chambre : sa nouvelle constitution composite a permis d'y faire siéger à la fois des représentants élus au suffrage universel direct et des membres élus par des collèges électoraux composés des conseillers communaux, des élus des Chambres professionnelles et des représentants des salariés ( Article 34 de la Constitution de 1970 ).   
La Constitution promulguée en 1972 fut, ainsi, marquée par le maintien d’une forme monocamérale de l'institution législative.

### Constitution du 15 mars 1972
Cette constitution, également élaborée par le roi Hassan II et soumise à référendum le 1er mars 1972, sera adoptée à une large majorité et promulguée le 15 mars. Elle fut marquée par le maintien d’une forme monocamérale de l’institution législative. Elle fut également caractérisée par la recherche d’un plus grand équilibre entre cette institution et l’organe exécutif. Cette constitution reflète en effet l'esprit d’une ouverture annoncée par le roi en direction de l’opposition.
Dans ce sens, la nouvelle formulation de l’article 43 détermine directement la proportion de représentation des différents corps éligibles à la Chambre des Représentants : « La Chambre des Représentants comprend, dans la proportion des deux tiers, des membres élus au suffrage universel direct et, dans la proportion d’un tiers, des membres élus par un collège électoral composé des conseillers communaux ainsi que des membres élus par des collèges électoraux comprenant les élus des chambres professionnelles et les représentants des salariés ». 
De même que le domaine de la loi a été considérablement élargi par rapport aux Constitutions précédentes, pour toucher dorénavant, « … la détermination des infractions et des peines, le statut des magistrats, le statut général de la fonction publique, le régime électoral des assemblées et conseils des collectivités locales, le régime des obligations civiles et commerciales, la création des établissements publics, la nationalisation d’entreprises et les transferts d’entreprises du secteur public au secteur privé ».
De nouvelles dispositions élargissant sensiblement le domaine de compétence de la Chambre des représentants ont également été introduites dans l’esprit des réformes ayant germé au Maroc à la lumière des bouleversements qu’a connu le pays au début des années soixante dix. Ainsi en fut-il par exemple de la possibilité pour la Chambre des Représentants de « voter des lois-cadres concernant les objectifs fondamentaux de l’action économique, sociale et culturelle de l’État ».

### Constitution du 9 octobre 1992
Vingt ans après la promulgation de la constitution de 1972, le roi Hassan II propose au peuple un projet de révision constitutionnelle qui sera plébiscité le 4 septembre à 99,96 % des suffrages. La nouvelle constitution révisée sera promulguée par le dahir du 9 octobre 1992 et modifiée de nouveau par le référendum constitutionnel du 15 septembre 1995, date à laquelle le roi la soumettait sur la modification de la date de vote de la loi de finances, approuvée à la quasi-totalité, soit à 99,96 % des votants. 
La promulgation de cette nouvelle Constitution devait donner lieu à un engagement plus résolu dans la voie de la  démocratisation institutionnelle. Dans le contexte de l’action législative, ce fut la formule monocamérale qui fut  cependant retenue, mais de substantielles modifications devaient y être enregistrées. 
Ainsi, l’article 40 de la nouvelle Constitution devait introduire une innovation de taille : ce fut l’institution des commissions parlementaires d’enquête. Il y a été, en effet, stipulé, pour la première fois dans l’histoire du Maroc que « outre les commissions permanentes mentionnées à l’alinéa précédent, peuvent être créées, à l’initiative du roi ou à la demande de la majorité de la Chambre des Représentants, des commissions d’enquête formées pour recueillir les éléments d’information sur des faits déterminés et soumettre leurs conclusions à la Chambre des Représentants ».
De même que l’article 43 eut également pour effet d’introduire un élément générateur d’une plus grande stabilité des structures dirigeantes de la Chambre des Représentants. Jusqu’en 1992, le président de la Chambre des Représentants était élu chaque année au début de la session d’octobre. Désormais, et en vertu des dispositions du dernier alinéa de l’article 43 « La Chambre des Représentants élit son président pour une durée de trois années ». 
Enfin, et pour ce qui est des rapports entre les pouvoirs, un nouvel alinéa a été ajouté à l’article 55 relatif aux questions des membres de la Chambre des Représentants et aux réponses du gouvernement. Sous les régimes des Constitutions antérieures, le silence des textes sur les délais impartis pouvait renvoyer certaines réponses sine die. Mais la nouvelle formulation de l’article 55 impartit au gouvernement de donner ses réponses « dans les 20 jours suivant la date à laquelle il a été saisi de la question ».

### Constitution du 7 octobre 1996
Lors du discours du 20 août 1996 adressé au peuple à l’occasion du 43e anniversaire de la révolution du roi et du Peuple, le roi Hassan II avait annoncé la tenue d'un référendum constitutionnel le 13 septembre. Ce référendum apportait de nouveaux amendements à la constitution,  qui s’inscrivent dans le cadre d’une réforme répondant aux exigences de l’époque et qui soit conforme aux composantes humaines, intellectuelles et politiques du Maroc.
La constitution révisée de 1996 a réintroduit le système du bicaméralisme. La régionalisation et la liberté d’entreprendre, constituent également des axes de cette réforme. L'institutionnalisation de deux chambres au sein du Parlement répond au souci de permettre à l'ensemble des composantes de la Nation et à ses forces vives d'être représentées au sein de l'instance législative. De même, elle tend à assurer l'équilibre et l'harmonie entre les secteurs politiques et les secteurs socio-économiques et culturels; ce qui est de nature à répondre au mieux aux exigences de la dynamique du développement économique et social du Maroc. 
Ainsi, le Parlement est composé de deux Chambres : la Chambre des Représentants et la Chambre des Conseillers, et organisé comme suit :
- Les membres de la Chambre des Représentants sont élus pour cinq ans au suffrage universel direct.

- Les membres de la Chambre des Conseillers sont élus pour neuf ans, les 3/5, dans chaque région, par un collège électoral composé de représentants des collectivités locales, les 2/5 par des collèges électoraux composés d'élus des Chambres professionnelles, dans chaque région et de membres élus à l'échelon national par un collège électoral composé des représentants des salariés.

- La Chambre des Conseillers est renouvelable par tiers tous les trois ans.

- Le président de la Chambre des Représentants est élu d'abord en début de législature puis à la session d'avril de la troisième année de cette dernière et pour la période restant à courir de celle-ci.

- Les membres du bureau sont élus à la représentation proportionnelle des groupes pour une durée d'une année.

- Le président de la Chambre des Conseillers est élu au début de la session d'octobre, lors de chaque renouvellement de la Chambre. Les membres du bureau sont également élus à la représentation proportionnelle des groupes, lors de chaque renouvellement de la Chambre.

### Constitution du 29 juillet 2011
Le 9 mars 2011, à la suite des manifestations du mouvement du 20-Février, le roi Mohammed VI annonce une réforme de la Constitution, soumise au référendum, visant à renforcer le pluralisme, les droits de l'Homme et les libertés individuelles, ainsi qu'à réduire ses pouvoirs au profit d'un chef de gouvernement issu obligatoirement de la majorité parlementaire.
Trois mois après le discours royal, la Commission de la révision constitutionnelle présente le nouveau projet de Constitution qui a été soumis au référendum le 1er juillet 2011. 
Alors qu'aucun parti n'a appelé au vote négatif, les opposants au projet constitutionnel mènent une campagne en faveur du boycott. Le référendum constitutionnel du 1er juillet 2011 enregistre une participation de près de 75 %, dont 97,58 % de votes positifs. La nouvelle Constitution est promulguée par un dahir du 29 juillet de la même année, publié dans l'édition de traduction officielle du Bulletin officiel du jour suivant.